# Fats Kaplin
Fats Kaplin (New York) is een Amerikaanse muzikant (viool, gitaar, accordeon, banjo, mandoline, oed, Turkse cümbüş).

## Biografie
Hij heeft gewerkt met artiesten als Jack White, Trisha Yearwood, The Tractors, Nanci Griffith, Pure Prairie League, John Prine, Roy Bookbinder en Beck.
Hij woont momenteel in Nashville (Tennessee) en is getrouwd met muzikante Kristi Rose. In 2003 begon hij te spelen met landgenoten en Nashville-bewoners Kieran Kane en Kevin Welch, als Kane Welch Kaplin.

## Discografie
- 2004: This Is Pulp Country!
- 2006: The Fatman Cometh
- 2009: Fats Kaplins' World of Wonder Downunder
- 2011: Waking Hour (David Francy) — fiddle
- 2014: Morning Phase (Beck) - banjo

### Met Kristi Rose
- 2010: I Wonder As I Wander
- 2011: You're Still Around

### Met Kane Welch Kaplin
- 2004: You Can't Save Everybody
- 2006: Lost John Dean
- 2007: Kane Welch Kaplin